# Preston Steiger
Preston MacPherson Steiger (* 6. September 1898 in San Francisco; † 13. November 1931 ebenda) war ein US-amerikanischer Wasserballspieler.

## Karriere
Steiger nahm an den Olympischen Spielen 1920 teil. In Antwerpen erreichte er mit der US-amerikanischen Nationalmannschaft den vierten Rang.
Neben seiner sportlichen Karriere arbeitete er als Verkäufer. Während des Ersten Weltkriegs diente er in der US Navy. 1931 starb er an Tuberkulose.